# Гуайтара
Гуа́йтара (у границы Карчи; исп. Guáitara) — река в Южной Америке. Протекает по территории Колумбии и Эквадора.
Расход воды — 87 м³/с.
Истоки реки расположены на территории Колумбии на склонах вулкана Чилес.
По имени реки названа одна из провинций Эквадора — Карчи.
На реке находится знаменитый естественный мост Румичака, соединяющий два государства. Недалеко от границы Колумбии с Эквадором, в каньоне реки Гуайтара расположен один из самых посещаемых храмов Колумбии — Собор Лас-Лахас.